# Belo jezero
Belo jezero (serbisch-kyrillisch Бело језеро, deutsch Weißer See oder Weißensee) ist ein natürlicher, 5,40 km² großer See in der Pannonischen Tiefebene in Nordserbien (Vojvodina).
Der See liegt zwischen den beiden Flüssen Theiß (serb. Tisa) und Bega (serb. Begej), südlich von Zrenjanin. Aufgrund seines Fischreichtums wird er vor allem von Anglern aufgesucht.
In unmittelbarer Nachbarschaft des Sees befinden sich mit dem Jezero Koča, dem Jezero Mika und dem Jezero Joca noch drei weitere Seen, die zusammen mit dem Belo jezero den 13,3 km² großen Ribnjak Ečka, ein großes Reservoir für die Fischzucht, bilden.